# Tyrannen fra Porto Rico
Tyrannen fra Porto Rico er en amerikansk stumfilm fra 1917 af J. Gordon Edwards.

## Medvirkende
- Theda Bara som Jess.
- Edwin Holt som John Croft.
- Claire Whitney som Bess.
- Walter Law som Drummond.
- Harry Hilliard som John Neil.